# 슈퍼탤런트 메가 인플루언서 어워즈
전 세계160국가의 SNS 인플루언서와 유튜브 크리에이터, 그리고 전 세계의 슈퍼탤런트 광고주가 후원하는 국제 인플루언서 어워즈이다. 인스타그램 팔로워 50만 이상, 유튜브 구독자 50만 이상 팔로워를 보유한 메가 인플루언서만 참가할 수 있다. 패션(FASHION), 뷰티(BEAUTY), 식품(FOOD), 헬스(HEALTH), 라이프스타일(LIFESTYLE) 등 총 5개 산업 분야의 혁신적이고 다양한 기업의 우수 브랜드와 제품들을 세계 시장에 소개하는 인플루언서들을 선정하여 주는 시상식 및 선정된 인풀루언서들과 국내외 기업들의 디지털 비즈니스 창구역할을 한다. 글로벌 마케팅이 필요한 푸드 프랜차이즈 기업, 유통기업, 제조 및 서비스 기업들이 어워즈에 참가하는 인플루언서들과 1대1 비즈니스 할 수 있도록 크리에이터 펀딩 네트웍 행사도 있다. 글로벌 콘텐츠 크리에이터, 인플루언서들의 니즈를 충족시킬 수 있는 콘텐츠를 전 세계에 송출하여 아시아 태평양, 유럽, 아프리카, 북남미를 잇는 크리에이터 시스템을 구축하는 콘텐츠이다.
관계 어워즈 슈퍼탤런트 스타 어워즈(레코드)는 한국영화배우협회, 도전한국인본부 등과 협업하여 개최하여 왔으며, 최수종, 강소라, 한주완, 하희라, 이외수, 홍수환, 가수 싸이, 방송인 송해, 역도 영웅 장미란 등이 수상을 한 영광의 주인공들이다.

## 같이 보기
- 슈퍼탤런트 패션위크
- 슈퍼탤런트 키즈패션위크
- 브리튼스 갓 탤런트
- 아메리칸 아이돌
- 더 엑스 팩터